# Yorman Bazardo
Yorman Bazardo (Maracay, Aragua, Venezuela, 11 de julio de 1984) es un deportista venezolano, lanzador abridor de los Florida Marlins del béisbol de grandes ligas estadounidenses. Actualmente juega en ligas menores con los Carolina Mudcats.
Es un lanzador de gran fuerza, que debutó en las Grandes Ligas de Béisbol el 26 de mayo de 2005. Desde que pertenece a la organización de los Marlins, en 2000 ha jugado en ligas menores. Al momento de subir a la gran carpa, Bazardo llevaba 4 ganados y 2 perdidos con efectividad de 3,58 en 8 juegos iniciados con los Carolina Mudcats. El estreno de Bazardo en las grandes ligas fue bastante difícil. Entró como lanzador de relevo contra los Mets, hizo 5 outs, pero le anotaron 5 carreras (4 limpias) dio dos boletos gratis y ponchó a dos bateadores. Al finalizar el juego fue reasignado nuevamente al equipo de Carolina.
En Venezuela jugó con los Tigres de Aragua hasta el año 2015, cuando fue dejado en libertad por dicho equipo. Actualmente es ficha de las Águilas del Zulia. 